# دوي (سيسينيجا)
دوي (بالروسية: Дуэ) هي مدينة في جمهورية الشيشان في روسيا.
يبلغ عدد سكانها حوالي 195   نسمة.